# Nouveaux mouvements sociaux
Vous pouvez aider à l'améliorer ou bien discuter des problèmes sur sa page de discussion.
- Il ne cite pas suffisamment ses sources. Vous pouvez indiquer les passages à sourcer avec {{référence nécessaire}} ou {{Référence souhaitée}}, et inclure les références utiles en les liant aux notes de bas de page. (Marqué depuis juin 2022)
- Il a une forme trop académique, ce qui le fait ressembler trop à un cours ; une réécriture est nécessaire afin de satisfaire les standards de Wikipédia. (Marqué depuis juin 2022)
- Son texte doit être wikifié : il ne correspond pas à la mise en forme Wikipédia (style, typographie, liens internes, liens entre les wikis, etc.). (Marqué depuis juin 2022)

- Archive Wikiwix
- Bing
- Cairn
- DuckDuckGo
- E. Universalis
- Gallica
- Google
- G. Books
- G. News
- G. Scholar
- Persée
- Qwant
- (zh) Baidu
- (ru) Yandex
- (wd) trouver des œuvres sur Wikidata

L'expression nouveaux mouvements sociaux (NMS) fait référence aux nouvelles modalités d'action politique apparues dans les années 1960-70 (en France, pendant et après Mai 68) et qui rompaient avec le militantisme dans sa forme traditionnelle (syndicat ou parti). On inclut en général dans cette nouvelle catégorie politique et sociale le féminisme, l'environnementalisme et les mouvements qu'on appelle désormais LGBT.
Tous ont en commun de ne plus se focaliser uniquement sur la prise de contrôle de l'appareil d'État, ce qui était l'objectif explicite des partis communistes en accord avec le léninisme, mais d'explorer de nouvelles façons de résister qui passent, entre autres, par l'invention de « nouveaux modes d'existence » (Deleuze)[réf. nécessaire]. Aussi, au lieu de concentrer toutes ses forces sur le militantisme effectué dans la sphère politique de l'État, ces nouveaux mouvements sociaux se sont souvent intéressés à des enjeux culturels ou de société, souvent dénigrés par le Parti communiste ou autres marxistes car qualifiés de "non politiques"[réf. nécessaire].

## Caractéristiques
L’une des nouveautés que les nouveaux mouvements sociaux apportent par rapport aux anciens (le mouvement ouvrier et syndical) réside dans les formes d’action qu’ils emploient. Le sociologue allemand Dieter Rucht (en) les analyse et synthétise comme suit, :
- les groupes et organisations des nouveaux mouvements sociaux agissent avec davantage d'autonomie que les anciens et rejettent le modèle léniniste de « l’avant-garde révolutionnaire » ;
- ils mettent l’accent sur l’importance de la politique locale et par conséquent ne concentrent pas leur action sur l'échelon national ;
- outre la participation aux élections et à la représentation politique, il existe d’autres formes de participation, telles que l’action administrative et judiciaire ;
- les actions violentes — notamment les luttes armées — perdent de leur importance au profit de la désobéissance civile.

Selon le sociologue américain Doug McAdam, ces nouveaux mouvements sociaux doivent surmonter six écueil importantes pour que leurs objectifs aient un impact sur la société, l’un étant « d’obtenir une couverture médiatique, et idéalement (bien que pas nécessairement), favorable à leurs points de vue,. »

## La transversalité des luttes
Le sigle NMS lui-même tente de rassembler divers groupes sociaux et politiques hétérogènes entre eux afin de les comprendre dans une même contemporanéité, c'est-à-dire d'analyser ces différents mouvements en tant qu'ils émergent tous à peu près au même moment, nommément celui de la transition des sociétés de consommation d'après-guerre vers des sociétés post-industrielles. Ainsi, Gilles Deleuze et Félix Guattari théorisaient la notion d'« écho » et de « transversalité des luttes » (une notion que Guattari partage avec Foucault) : il ne se passe pas la même chose dans chaque champ spécifique (la politique, la littérature, l'art, la philosophie, etc.), mais la création de concepts nouveaux dans un certain champ se répercute ailleurs, sous d'autres formes. Ainsi, Deleuze disait souvent que ceux qui avaient le mieux « compris », c'est-à-dire réappropriés l'Anti-Œdipe (1972), n'étaient ni les philosophes, ni les psychanalystes, mais des musiciens ou même un amateur d'origamis, bref, ceux qui n'y connaissaient rien, et qui se montrèrent d'autant plus capables de faire quelque chose de cet OVNI de la philosophie politique. Avec Michel Foucault, qui fonda le Groupe Information Prisons (GIP) avec Daniel Defert et d'autres, ces penseurs tentèrent de renouveler la philosophie politique et le marxisme afin de prendre en compte ces nouveaux mouvements sociaux.

## Michel Foucault et les nouveaux mouvements sociaux
Dans ses entretiens avec Hubert Dreyfus et Paul Rabinow, Michel Foucault s'appuie ainsi sur « une série d'oppositions qui se sont développées les dernières années : l'opposition au pouvoir des hommes sur les femmes, des parents sur leurs enfants, de la psychiatrie sur les malades mentaux, de la médecine sur la population, de l'administration sur la manière dont les gens vivent », oppositions dont « il ne suffit pas de dire » qu'elles « sont des luttes contre l'autorité », mais dont il faut préciser la nature : « des luttes 'transversales' ; je veux dire par là qu'elles ne se limitent pas à  un pays particulier (...) elles ne sont pas restreintes à un type particulier de gouvernement politique ou économique », affectant aussi bien les pays de l'Est (le printemps de Prague, etc.) que ce qu'on appelle alors le « monde libre » (p. 301).
« Le but de ces luttes, ce sont les effets de pouvoir en tant que tels, poursuit-il. Par exemple, le reproche qu'on fait à la profession médicale n'est pas d'abord d'être une entreprise à but lucratif, mais d'exercer sans contrôle un pouvoir sur les corps, la santé des individus, leur vie et leur mort ». Mais ce sont aussi des "luttes 'immédiates', et ce pour deux raisons. D'abord parce que les gens critiquent les instances de pouvoir qui sont les plus proches d'eux, celles qui exercent leur action sur les individus. Ils ne cherchent pas l'« ennemi numéro un », mais l'ennemi immédiat.
Ensuite, ils n'envisagent pas que la solution à leur problème puisse résider dans un quelconque avenir (c'est-à-dire dans une promesse de libération, de révolution, dans la fin du conflit de classes). Par rapport à une échelle théorique d'explication ou à l'ordre révolutionnaire qui polarise l'historien, ce sont des luttes anarchiques." (ibid.) En outre, ce sont des « luttes qui mettent en question le statut de l'individu », affirmant le « droit à la différence » et s'attaquant « à tout ce qui peut isoler l'individu (...) contraindre l'individu à se replier sur lui-même et à l'attacher à son identité propre (...) Ces luttes ne sont pas exactement pour ou contre l' "individu", mais elles s'opposent à ce qu'on pourrait appeler le "gouvernement par l'individualisation". » (p.302) (ce que Foucault désigne ailleurs sous le concept de société disciplinaire).
Enfin, elles « luttent contre les privilèges de savoir » (à ceux qui s'arrogent la connaissance ; ainsi Foucault critique la psychanalyse non pas parce qu'elle ne serait pas une science, mais précisément parce qu'elle est possédée par cette volonté de puissance ou volonté de scientificité) ainsi qu'« au mystère, à la déformation et à tout ce qu'il peut y avoir de mystificateur dans les représentations qu'on impose aux gens » (bref, à l'idéologie, mot que Foucault évite soigneusement car la résistance ne se réduit en rien à cette lutte). « Enfin, toutes les luttes actuelles tournent autour de la même question : qui sommes-nous ? Elles sont un refus de ces abstractions, un refus de la violence exercée par l'État économique et idéologique qui ignore qui nous sommes individuellement, et aussi un refus de l'inquisition scientifique ou administrative qui détermine notre identité. » (p. 302)
Ainsi Foucault renouvelle le champ de l'analyse « du » pouvoir dans La Volonté de savoir en affirmant qu'on n'a pas encore « coupé la tête du roi » en philosophie politique, en gardant l'attention exclusive sur la souveraineté et l'État au détriment de toute autre forme politique. Il décrit « trois types de luttes : celles qui s'opposent aux formes de domination (ethniques, sociales et religieuses) ; celles qui dénoncent les formes d'exploitation qui séparent l'individu de ce qui les produit ; et celles qui combattent tout ce qui lie l'individu à lui-même et assure ainsi sa soumission aux autres (luttes contre l'assujettissement, contre les diverses formes de subjectivité et de soumission) » (p. 303). Foucault s'oppose ainsi résolument à ce qu'on appellera plus tard les identity politics (« politiques identitaires ») ou encore les formes de communautarisme. Lui-même, qui dans son analyse des nouvelles luttes nomme les homosexuels (cf. le FHAR), le mouvement anti-psychiatrique, les luttes de prisonniers auto-organisés (GIP), l'opposition au pouvoir des médecins (cf. aussi les analyses d'Ivan Illich), etc., s'est opposé toute sa vie durant à la constitution d'une « identité gay » ou d'un « ghetto » marginal. Tout comme Deleuze, il se méfiait des marges, n'y voyant là que le résidu d'une identification par le pouvoir. On nous classifie, on nous met dans des petites cases, en nous épinglant sur des murs blancs, écrivent Deleuze et Guattari dans Mille plateaux : tu es homme ou femme, et si tu n'es ni l'un ni l'autre, alors tu es peut-être un hermaphrodite, mais qui possède néanmoins un sexe originel et naturel — le déviant qui ne rentre pas dans la première catégorie rentre dans la deuxième. Autre exemple : tu es hétérosexuel ou homosexuel ; si tu es homosexuel, tu es d'abord gay, ou bien encore lesbienne ; mais si tu es bisexuel(le), alors tu rentres quand même dans une catégorie, celle de ceux qui ne sont ni hétérosexuels ni simplement homosexuels ; etc. à l'infini.

## Autres théoriciens
Selon Steven M. Buechler (1999), il n'y a pas une théorie des nouveaux mouvements sociaux (l'expression désigne d'ailleurs d'abord une réalité expérimentale avant d'envahir le champ des sciences humaines) mais plutôt diverses pratiques d'action collectives qui auraient remplacé le vieux mouvement social de la révolution prolétarienne (NB le conditionnel utilisé). Alain Touraine, Alberto Melucci (it), Claus Offe et Jürgen Habermas, héritier de l'École de Francfort, sont parmi les auteurs les plus connus attachés à l'analyse de ces NMS.
Ceux-ci ne s'organisent ni comme des partis centralisés, ni comme des lobbies, mais plutôt par des réseaux "relativement désorganisés" c'est-à-dire comme des autonomes. (Paul Byrne, 1997).